# Böhmwind

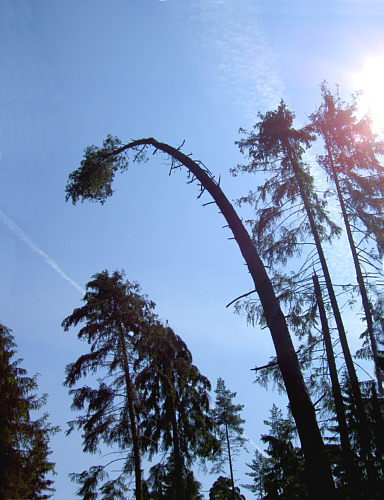
Durch den Böhmwind gebeugte Bäume

Der Böhmwind oder Böhmischer Wind ist ein katabatischer Fallwind, der in Ostbayern, im östlichen Oberfranken, dem Vogtland, im Erzgebirge, der Oberlausitz, in den Sudeten und im österreichischen Granit- und Gneishochland auftritt. Er ist böig, trocken und mit niedrigen Temperaturen verbunden. Böhmischer Wind führt aus dem Böhmischen Becken oft leicht staubhaltige, dunstige Luft heran.

## Allgemeines
Der Böhmische Wind ist die Folge eines Hochdruckgebiets, das über dem Böhmischen Becken liegt, so dass die bodennahe Luft von dort bestrebt ist, in die umliegenden Gebiete tieferen Luftdrucks abzufließen.
Besonders ausgeprägt ist der Effekt im Winterhalbjahr, wenn längere Zeit ein Hoch über Mittel- und Osteuropa liegt und sich im Böhmischen Becken zunehmend Kaltluft ansammelt. Da kalte Luft schwerer als warme ist, steigt der bodennahe Luftdruck über Böhmen – es bildet sich ein kleines Kältehoch. Dabei herrscht über Böhmen meist hochnebelartige Bewölkung mit trüben Sichten. Im nördlichen und westlichen Umland Böhmens (Schlesien, Sachsen, Bayern) kann sich aufgrund der Orographie ein Kaltluftsee nicht in dieser Deutlichkeit ausbilden; hier herrscht deshalb etwas geringerer Luftdruck.
Die Randgebirge, die Böhmen an drei Seiten umgeben, verhindern das Abfließen der schwereren Kaltluft nach Süden, Westen und Norden; nur wo diese Gebirge Passlagen oder Durchbruchstäler haben, ist ein Druckausgleich möglich. Dort strömt die in Böhmen liegende Luftmasse als kalter „Böhmischer Wind“ ins Umland.
Eine Rolle spielt dabei auch, wie hoch die über Böhmen lagernde Kaltluftschicht in die Atmosphäre hinaufreicht. Meist wird sie in 700 bis 900 m Höhe durch eine Inversion abgegrenzt. Liegt ein Gebirgskamm oder Pass in der Höhe dieser Inversion, weht der Böhmische Wind hier besonders stark.
Die Stärke des Windes ist unterschiedlich. Während er in tieferen Lagen und im Sommerhalbjahr mit Windstärke 4 bis 6 auftreten kann, ist in Pass- und Kammlagen sowie im Winterhalbjahr auch Windstärke 10 und mehr möglich. Aufgrund der Trockenheit des Windes leiden landwirtschaftliche Kulturen. Die Beständigkeit der Strömung im Winterhalbjahr führt in betroffenen Gebieten zu Schneeverwehungen und starkem Raufrost.
Der Böhmische Wind hält so lange an, wie das Hoch über dem Böhmischen Becken liegenbleibt, was im Winter eine bis drei Wochen dauern kann. Heranziehende Warmfronten bewirken meist noch keinen Wetterwechsel, da ihre Kraft nicht ausreicht, die bodennahe Luftmasse zu beseitigen. Sie führen im Gegenteil zur Verschlechterung der Bedingungen in Böhmen (Schneefall und Glatteisregen). Erst eine kräftige Kaltfront ist in der Lage, die bodennahe Luftschicht zu durchmischen und das Kältehoch wegzuräumen. Dann erlischt auch der Böhmische Wind.
In seltenen Fällen setzt Böhmischer Wind auch ein, ohne dass ein ausgeprägter Kaltluftsee in Böhmen liegt. Dies ist dann der Fall, wenn ein kleinräumiges Tief von Bayern oder Baden-Württemberg direkt nach Norden zieht; die auf seiner Vorderseite herrschende Ost- bis Südostströmung saugt förmlich Luft aus dem Böhmischen Becken heraus. Der Böhmische Wind hält nur so lange an, bis der Kern des Tiefs den Thüringer Wald bzw. Südhessen überquert hat, und hat in diesem Fall eher Eigenschaften des Föhns. Diese Wetterlage tritt allerdings nur selten auf.

## Regionale Phänomene

### Sachsen
Sachsen wird von Böhmen durch das Erzgebirge und das Lausitzer Gebirge abgetrennt. Während die Hochlagen des mittleren Erzgebirges über 1000 m kaum vom Böhmischen Wind betroffen werden, da sie oberhalb der über Böhmen liegenden Inversion liegen, leiden die tieferen Lagen des Osterzgebirges (700 bis 900 m Kammhöhe) im Winter oft unter Böhmischem Wind; hängt die über Böhmen liegende Inversion nur knapp über dem Gebirgskamm, wirkt sie wie eine „Föhndüse“ und führt im Kammbereich zu Windstärke 10 bis 12. Im Lausitzer Gebirge sind vorrangig von Süd nach Nord durchlaufende Tallagen betroffen. Begünstigend wirkt sich dabei aus, wenn ein Hoch mit Kern über Polen oder dem Baltikum liegt, so dass sich auch in größeren Höhen eine südöstliche Strömung über Sachsen einstellt.
Südostwinde in den Hochlagen des mittleren Erzgebirges zwischen Klingenthal und Satzung (900–1200 m) sind meist keine katabatischen Fallwinde, sondern als Föhn einzustufen.
Zwischen etwa 1965 und 1990 führten die mit dem aus Böhmen kommenden Südostwind hereintreibenden Luftverunreinigungen (Schwefeldioxid, Kohlenwasserstoffverbindungen, Ruß, Stäube) aus dem nordwestböhmischen Industriegebiet um Chomutov, Most und Teplice zu ausgedehntem Baumsterben im Erzgebirge. Den Geruch der Abgase konnte man mitunter noch in den unteren Lagen des Erzgebirges wahrnehmen. Nach Wirksamwerden strengerer Umweltvorschriften in Tschechien nach 1990 hat sich die Situation deutlich verbessert, dennoch wird bei Böhmischem Wind noch immer eine Geruchsbelastung im Erzgebirge und Vogtland wahrgenommen.
Schwerpunkte des Auftretens von Böhmischem Wind sind (von West nach Ost):
- das Tal der oberen Weißen Elster ab Bad Elster bis hinunter nach Plauen,
- Der Kamm des Osterzgebirges zwischen Zinnwald und Bielatal,
- Das Sächsische Elbtal bis nach Dresden hinein,
- Das obere Spreetal bei Bautzen[6] („Wenn der Wind nicht weiß, wohin, dann weht er über Budissin“),
- Das obere Neißetal im Bereich Liberec–Zittau–Görlitz („Görlitzer Wind“).

### Sudeten
Das polnisch-tschechische Grenzgebiet wird durch die zusammenhängende Gebirgsmauer von Isergebirge, Riesengebirge und Glatzer Bergland gebildet. Schwerpunkte des Böhmischen Windes sind hier (von West nach Ost):
- Das obere Neißetal im Bereich Liberec–Zittau–Görlitz,
- der Talzug der Wittig/Smědá/Witka zwischen Hejnice und Frýdlant im Isergebirge,
- die nach Norden führenden Täler der Quellflüsse des Bóbr am Ostrand des Riesengebirges,
- das Tal der Glatzer Neiße im Glatzer Kessel,
- die Mährische Pforte.

### Bayern

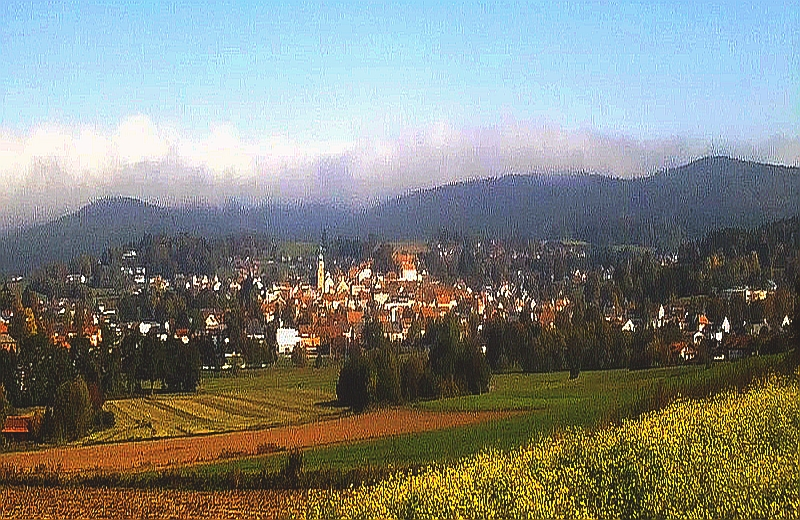
Blick über den Kamm des Oberpfälzer Waldes zum Kaltluftsee mit Hochnebel im Böhmischen Kessel.

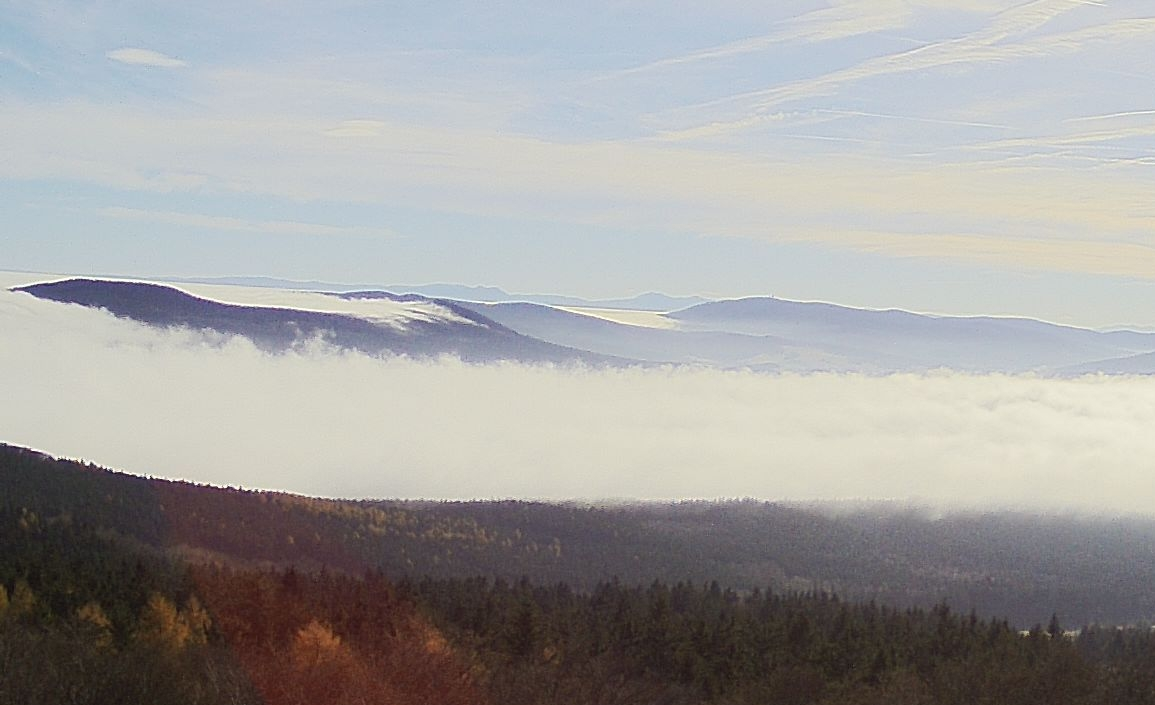
Kalte Luft mit Nebel schwappt aus dem Böhmischen Kessel über das Mittelgebirge nach Südost-Bayern

Der Böhmwind beherrscht Sommer wie Winter oft tagelang die Gegenden Ostbayerns. Wenn dieser Wind im Sommer weht, dann bringt er meist eine längere Periode schönen Wetters mit sich, auch wenn die andauernde Brise etwas frisch ist.
Im Winter sorgt er oft tagelang für sehr kalte Bedingungen, da er kontinentalere und damit kältere Luftmassen mit sich bringt, nicht zuletzt aufgrund dieses Windes hat der bayerische Teil des von ihm bestrichenen Gebiets den Beinamen „Bayrisch Sibirien“. Hat sich östlich von Fichtelgebirge und Elstergebirge und vom Bayerischen und Oberpfälzer Wald in Böhmen (Tschechien) ein Hoch aufgebaut und westlich davon auf bayerischer Seite oder nördlich auf sächsischer Seite ein Tief, so vollzieht sich ein atmosphärischer Druckausgleich von Osten nach Westen (Gradientkraft) bzw. Norden. Zuerst ein ganz normaler Wind, gewinnt er auf seinem Weg über das böhmisch-bayerische Grenzgebirge hinweg immer mehr an Fahrt. Zu guter Letzt gleicht dieser Fallwind einem heulenden Sturm, der sogar Orkanstärke erreichen kann. Dabei scheint er in den Tälern, in denen er eine Art Sogwirkung bekommt, eine noch größere Zerstörungskraft zu haben als oben auf den Höhen. Im Jahr 1987 richtete der Böhmische Wind in den Wäldern Ostbayerns in einer einzigen Nacht einen Schaden von zehn Millionen DM an. Das Ganze tritt bevorzugt als Teilaspekt eines verstärkten Osteinflusses in Mitteleuropa und damit einer verstärkten Arktischen Oszillation (AO) auf, währenddessen die Westwinddrift im gesamten Europa häufig nur schwach ausgeprägt ist, also der Index der Nordatlantischen Oszillation (NAO) klein und dieses System somit schwächer als normal ist.
Wenn der Böhmwind im Winter oft tagelang über die Höhen hinunter in die Täler auf bayerischer Seite pfeift, dann kommt es aufgrund der Schneewehen, die er innerhalb weniger Minuten entstehen lässt, nicht selten zu schweren Behinderungen des Straßenverkehrs. Am ärgsten sind Täler betroffen, die sich von Westen nach Osten hinziehen (z. B. Cham-Further Senke, Täler von Pfreimd, Ilz und Regen). Da die Kammlagen dabei über die böhmische Kaltluftschicht herausragen, herrscht dort oft gleichzeitig Sonnenschein bei schwachem Wind und Temperaturen um den Gefrierpunkt.
Der Böhmwind, der von Hof, im Norden Ostbayerns, bis in die Gegend nördlich von Passau zu spüren ist, hat sich auch in der Populärkultur niedergeschlagen. Im Bayerischen Wald tanzte man nach einem Ländler mit dem Namen „Böhmischer Wind“ und in Volksliedern hat er den „Waaz“ (den Weizen) oder sogar einen böhmischen Fuhrmann verweht.
Im Gedicht Der böhmische Wald von Georg Britting stehen die Verse

„Oft geht ein Wind,

Aus dem Böhmischen her,

Und der Winter ist lang,

Und der Sommer ist schwer

Vom Grün und vom Gold,

das wipfelab rollt.“

Der Böhmische Wind wird auch in einem Volkslied thematisiert.
Auch in Sprichwörter hat der Böhmische Wind Einzug gefunden. So wird im Erzgebirge für einen sehr hartnäckigen oder penetranten Menschen häufig der Ausdruck „Der liegt an wie der Böhmische Wind“ gebraucht, der auf die Häufigkeit und Dauer des Wetterphänomens an.

### Österreich
Im Granit- und Gneishochland nördlich der Donau – dem oberösterreichischen Mühlviertel und dem niederösterreichischen Waldviertel – ist der Böhmische Wind respektive Böhmwind (beide Ausdrücke sind geläufig) ein kalter Nord- bis Nordostwind. Das Phänomen tritt bei allen Nordlagen auf, bleibt aber vornehmlich auf die späteren Wintermonate Januar bis April beschränkt. Dieser Wind ist schneidend kalt, kräftig bis stürmisch, und führt verbreitet zu Schneeverwehungen. Er ist einer der Faktoren für das – für österreichische Verhältnisse – raue Klima des Granit- und Gneishochlands, das in Extremfällen bis in das Alpenvorland vordringen kann.